# ويليام وين
ويليام وين (بالإنجليزية: William Wynne)‏ هو منافس ألعاب قوى أمريكي، ولد في 30 يناير 1990 في ماريتا في الولايات المتحدة.

## وصلات خارجية
- ويليام وين على موقع الاتحاد الدولي لألعاب القوى (الإنجليزية)
- ويليام وين على موقع TFRRS.org (الإنجليزية)